# Rovensko (okres Senica)
Rovensko (německy Rabenskahof; maďarsky Berencsróna do roku 1907 Rovenszkó) je obec na Slovensku v okrese Senica. Rovensko se nachází 4,5 km od Senice. Leží v západní části Myjavské pahorkatiny, která patří k bělokarpatské podsoustavě vnějšího pásma Karpat. Žije zde 434 obyvatel.

## Poloha a charakteristika
Povrch oblasti je rovinný až pahorkatý. Střed obce je v nadmořské výšce 216 m, okolní oblasti dosahují nadmořské výšky 203 až 320 m. V širším orografickém rámci se severně od Myjavské pahorkatiny táhnou Bílé Karpaty, východně Malé Karpaty a jižně Záhorská nížina. Z hlediska geologických poměrů povrch území tvoří horniny mladších třetihor – pískovce, slepence, štěrky a na povrchu čtvrtohor spraše.
Okolí obce odvodňuje Rovenský potok, který v obci pramení. Východní část území odvodňuje Vinohradnický kanál, západní část Rybnický kanál. Rovenský potok ústí v Senici do Teplice. Všechny potoky jsou chudé na vodu. Hlavním zdrojem vody jsou dešťové a sněhové srážky.
Území obce je chudé na podzemní vodu, protože se zde nacházejí nepropustné sedimenty. Výjimku tvoří severní část, kde jsou slepence a štěrky, které dobře odvádějí vodu. Nejčastějším druhem půdy je hnědozem. V současnosti je rostlinstvo v okolí obce velmi chudé, protože bylo soustavně využíváno mnoho staletí.

## Podnebí
Zeměpisná poloha a nadmořská výška obce a jejího okolí určují, že klimaticky toto území leží v teplé oblasti. V rámci ní v okruhu teplém, mírně vlhkém, s mírnou zimou. Průměrná roční teplota vzduchu je 9,5 °C. Nejchladnější měsíc bývá leden s průměrnou teplotou −2 °C. Nejteplejší červenec, jehož průměrná teplota je 19 °C. Letních dnů, s maximální teplotou 25 °C, bývá asi 50 až 60 v roce. Průměrné množství srážek je ročně asi 700 mm, nejčastěji v červenci.